# پی‌اس بنشی (۱۸۸۴)
پی‌اس بنشی (۱۸۸۴) (به انگلیسی: PS Banshee (1884)) یک کشتی است که طول آن ۳۱۰٫۲ فوت (۹۴٫۵ متر) می‌باشد. این کشتی در سال ۱۸۸۴ ساخته شد.